# Usson-en-Forez
Pour les articles homonymes, voir Usson.
Usson-en-Forez est une commune française située dans le département de la Loire, en région Auvergne-Rhône-Alpes, et faisant partie de Loire Forez Agglomération.

## Géographie

### Situation
Comme son nom l'indique, Usson fait partie du Forez.
Usson-en-Forez est une commune située dans le département du Loire et de la région Auvergne Rhône-Alpes.
La commune est 42 km au sud-ouest de sa sous-préfecture Montbrison et à 51 km à l'ouest de sa préfecture Saint-Étienne.
Usson se trouve aux limites du Velay, du Forez et de l'Auvergne.
Située sur un plateau montagneux, la commune bénéficie d'un micro-climat ensoleillé[réf. nécessaire]. Usson-en-Forez compte 55 hameaux.
La commune fait partie de la Communauté de communes du Pays de Saint Bonnet le Château.
Les 1 441 habitants du village de Usson-en-Forez vivent sur une superficie totale de 47 km2 avec une densité de 31 habitants par km2 et une moyenne d’altitude de 920 m.

### Communes limitrophes

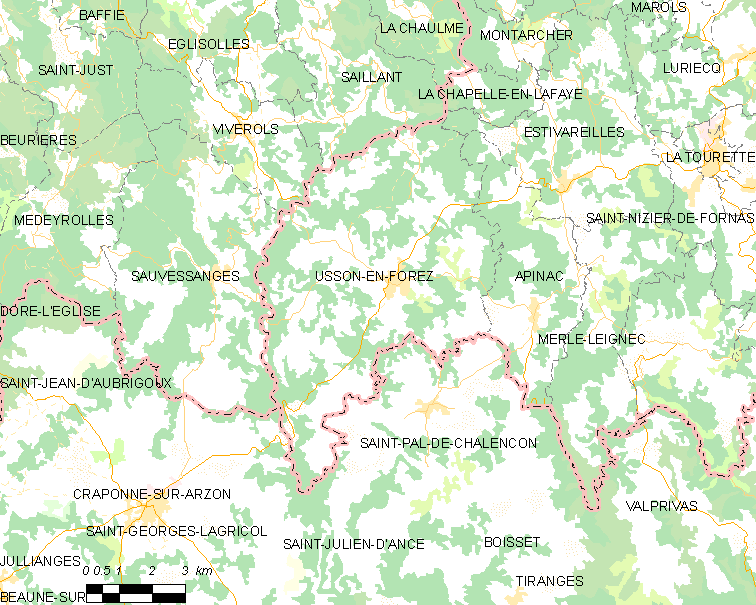
Localisation du village et des communes aux alentours.

|                                                                       | Saillant (Puy-de-Dôme)            | Estivareilles                        |
| Viverols (Puy-de-Dôme) Sauvessanges (Puy-de-Dôme)                     | Usson-en-Forez                    | Apinac                               |
| Craponne-sur-Arzon (Haute-Loire) Saint-Georges-Lagricol (Haute-Loire) | Saint-Julien-d'Ance (Haute-Loire) | Saint-Pal-de-Chalencon (Haute-Loire) |

### Voies de communication et transports
Usson-en-Forez compte 55 hameaux.
La superficie de la commune est de 47,24 km2. Elle dispose d'une densité de 31 hab./km2.
Son altitude varie de 767 à 1 137 mètres. Son altitude moyenne est de 920 m.
Le hameau Le Poyet est le plus élevé. Le point culminant de la commune est à 1 137 m sur le contrefort du Jametton.
Les gares les plus proches de Usson-en-Forez se trouvent à Saint-Romain-le-Puy (23km), Vorey (23 km), Retournac (22 km), Beauzac (21 km) et Chamalières-sur-Loire (20 km).

### Hydrographie
La commune est arrosée par le Chandieu.
L'Ance  coule sur la limite de la commune et le département de la Haute-Loire.

### Climat
Pour des articles plus généraux, voir Climat d'Auvergne-Rhône-Alpes et Climat de la Loire.
En 2010, le climat de la commune est de type climat des marges montargnardes, selon une étude du Centre national de la recherche scientifique s'appuyant sur une série de données couvrant la période 1971-2000. En 2020, Météo-France publie une typologie des climats de la France métropolitaine dans laquelle la commune est exposée à un climat de montagne ou de marges de montagne et est dans la région climatique  Nord-est du Massif Central, caractérisée par une pluviométrie annuelle de 800 à 1 200 mm, bien répartie dans l’année. 
Pour la période 1971-2000, la température annuelle moyenne est de 8,5 °C, avec une amplitude thermique annuelle de 15,9 °C. Le cumul annuel moyen de précipitations est de 855 mm, avec 9,4 jours de précipitations en janvier et 7,4 jours en juillet. Pour la période 1991-2020, la température moyenne annuelle observée sur la station météorologique de Météo-France la plus proche, « Tiranges », dans la commune de Tiranges à 10 km à vol d'oiseau, est de 10,6 °C et le cumul annuel moyen de précipitations est de 758,9 mm,. Pour l'avenir, les paramètres climatiques de la commune estimés pour 2050 selon différents scénarios d'émission de gaz à effet de serre sont consultables sur un site dédié publié par Météo-France en novembre 2022.

## Urbanisme

### Typologie
Au 1er janvier 2024, Usson-en-Forez est catégorisée commune rurale à habitat très dispersé, selon la nouvelle grille communale de densité à sept niveaux définie par l'Insee en 2022.
Elle est située hors unité urbaine et hors attraction des villes,.

## Toponymie
Le nom de la localité est attesté sous la forme Icidmagus (lire *Icio-) au IVe siècle.
Il remonte à un type toponymique gaulois Icio-mago, le second élément étant bien identifié, à savoir le gaulois magos « champ, marché » (cf. vieil irlandais mag, génitif maige « plaine, terrain découvert, champ »),. Il a parfois abouti à la terminaison -on dans la toponymie française, aussi bien au nord qu'au sud (cf. certains Argenton).
En revanche, la nature du premier élément Icio- pose davantage problème. On peut y voir un anthroponyme gaulois Iccius, que l'on retrouve dans le type toponymique *Icciacum (combiné au suffixe de localisation et de propriété -acum, d'origine gauloise) qui a donné les Issy, Issac, etc. ou encore un appellatif ico-, dont le sens est hypothétique, peut-être un nom d'oiseau proche parent du latin pīcus, pīca « pivert, pie », on le rapproche alors du nom de personne Icovici, qui serait formé sur le même modèle que Brannovices sur branno- « corbeau », à moins d'y voir un icos « pointe, pic, montagne ».
Le village fait partie de l'aire d'influence de l'occitan et y est appelé Usson de Forés.

## Histoire

### Antiquité
Usson succède à un ancien site gallo-romain Iciomago. Des routes d'époque romaine sont d'ailleurs encore présentes dans la commune. La ville est citée sur la table de Peutinger sur la voie Bolène reliant Aquis Segete (Moingt) et Reuessione (Ruessio, Saint-Paulien). La voie a été signalée à Chalenconnet, 3,9 km au nord du bourg. Elle passait ensuite au hameau de la Boulaine à 3 km au nord-est d'Usson
Une borne milliaire portant le nom de l'empereur Maximin (235-238) a été trouvée au hameau de Grangeneuve à 500 m au nord d'Usson, ainsi que des monnaies de Trajan, Néron, Domitien… 
Elle est plus ou moins visible à Jouanzecq (3 km au sud-ouest du bourg), après quoi elle descend la pente raide de la vallée de l'Ance et sort de la commune en traversant cette rivière aux abords de Pontempeyrat,. Le « GR 765 ouest » recoupe souvent son trajet dans la commune. Une borne milliaire a été trouvée sur Usson-en-Forez, qui était utilisée pour soutenir une galerie ; mais il semble qu'elle a été perdue, avant 1858.
Son inscription cite l'empereur Maximin (25-28) et, plus précisément, son proconsulat ; ce qui date la borne de l'an 236 au plus tard. Cette inscription indique aussi qu'elle marque le quatorzième milliaire et qu'elle a été installée en remplacement d'une borne détruite par vétusté.

### Moyen Âge
Au Moyen Âge, un seigneur local avait construit un château dont il reste aujourd'hui des portions de fortification. Le château est cité dans le cartulaire de Chamalières, entre 954 et 981 et devait appartenir à la famille des Baffie. Plusieurs tours sont encore dressées. L'une d'entre elles est comprise dans l'enceinte de l'écomusée du Forez.
Un des chemins de Saint-Jacques-de-Compostelle passe par Usson, en descendant de Montarcher. À l'âge d'or du monastère de la Chaise-Dieu, des moines casadéens étaient fixés à Usson sur le site de l'église de Chambriac.
Au XIIIe siècle, le seigneur d'Usson appartenait à la famille de Rochebaron, puis à la famille de La Roue. Elle est pillée en 1361 par un seigneur de Polignac, probablement Armand IX. De nouveau attaquée vers 1380, le château et l'église Saint-Barthélemy sont saccagés. La paroisse dépendait au spirituel du diocèse du Puy-en-Velay et la ville possédait deux églises : Saint-Barthélemy, dite église majeure en 1347 (passée sous le vocable de prieuré Saint-Symphorien) et Sainte-Marie (aujourd'hui Notre-Dame de Chambriac).

## Politique et administration

### Liste des maires
| Période                                  | Période  | Identité                | Étiquette        | Qualité                              |
| ---------------------------------------- | -------- | ----------------------- | ---------------- | ------------------------------------ |
| Les données manquantes sont à compléter. |          |                         |                  |                                      |
| ?                                        | 1816     | Pierre Clément Demasles |                  | avocat                               |
| 1816                                     | 1822     | Thibault de Pierreux    | nommé par le roi |                                      |
| 1822                                     | 1826     | Louis Dance             |                  |                                      |
| 1826                                     | 1828     | André Chandy            |                  |                                      |
| 1828                                     | 1830     | Pierre Clément Demasles |                  | notaire                              |
| 1830                                     | 1835     | Claude Seguin           |                  |                                      |
| 1835                                     | 1841     | Thibault de Pierreux    |                  |                                      |
| 1841                                     | ?        | Pierre Clément Demasles |                  | notaire                              |
| ?                                        | 1943     | Daniel Col              |                  | révoqué par le Gouvernement de Vichy |
| 1959                                     | 1971     | Daniel Col              |                  | commerçant                           |
| 1971                                     | 1977     | Maurice Aubert          |                  | hôtelier                             |
| 1977                                     | 1989     | Jean Picard             |                  | pâtissier                            |
| 1989                                     | 1997     | Guy Rival               |                  | restaurateur                         |
| 1997                                     | 2001     | Jean Picard             |                  | pâtissier                            |
| mars 2001                                | 2008     | Jeanine Crozet          |                  | fonctionnaire PTT                    |
| mars 2008                                | En cours | Hervé Béal              |                  | expert comptable                     |

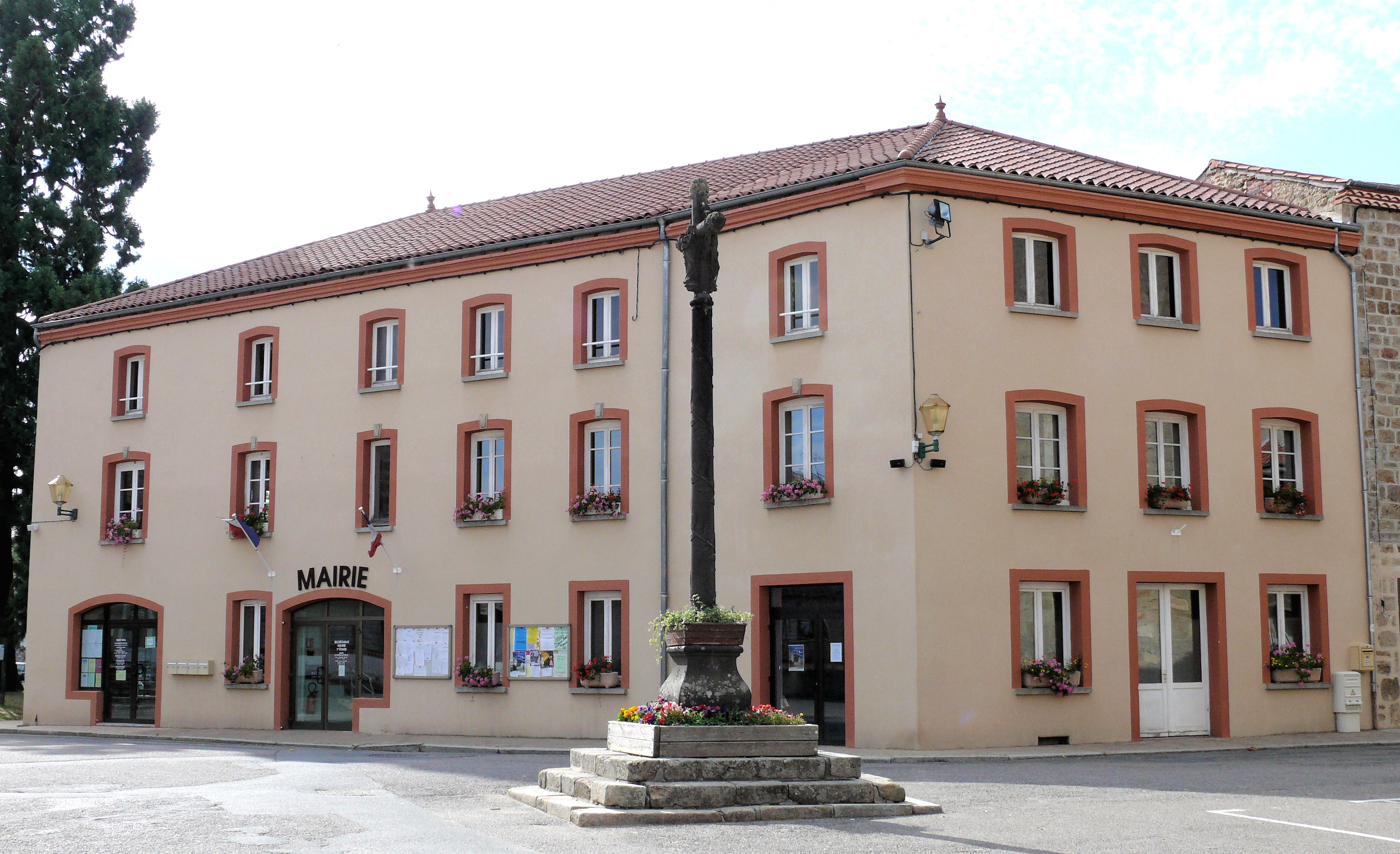
La mairie.

Usson-en-Forez faisait partie de la communauté de communes du Pays de Saint-Bonnet-le-Château de 1996 à 2016, puis a intégré Loire Forez Agglomération.

## Démographie
Les habitants et habitantes de la commune de Usson-en-Forez sont appelés les Ussonnais et les Ussonnaises.L'évolution du nombre d'habitants est connue à travers les recensements de la population effectués dans la commune depuis 1793. Pour les communes de moins de 10 000 habitants, une enquête de recensement portant sur toute la population est réalisée tous les cinq ans, les populations de référence des années intermédiaires étant quant à elles estimées par interpolation ou extrapolation. Pour la commune, le premier recensement exhaustif entrant dans le cadre du nouveau dispositif a été réalisé en 2005.

En 2022, la commune comptait 1 461 habitants, en évolution de −2,21 % par rapport à 2016 (Loire : +1,32 %, France hors Mayotte : +2,11 %).
| 1793  | 1800  | 1806  | 1821  | 1831  | 1836  | 1841  | 1846  | 1851  |
| ----- | ----- | ----- | ----- | ----- | ----- | ----- | ----- | ----- |
| 3 000 | 3 578 | 3 506 | 2 873 | 3 800 | 3 769 | 3 788 | 3 780 | 3 736 |

| 1856  | 1861  | 1866  | 1872  | 1876  | 1881  | 1886  | 1891  | 1896  |
| ----- | ----- | ----- | ----- | ----- | ----- | ----- | ----- | ----- |
| 3 561 | 3 470 | 3 459 | 3 272 | 3 341 | 3 188 | 3 226 | 3 149 | 3 166 |

| 1901  | 1906  | 1911  | 1921  | 1926  | 1931  | 1936  | 1946  | 1954  |
| ----- | ----- | ----- | ----- | ----- | ----- | ----- | ----- | ----- |
| 2 929 | 2 796 | 2 878 | 2 507 | 2 406 | 2 201 | 2 239 | 2 103 | 1 922 |

| 1962  | 1968  | 1975  | 1982  | 1990  | 1999  | 2005  | 2006  | 2010  |
| ----- | ----- | ----- | ----- | ----- | ----- | ----- | ----- | ----- |
| 1 820 | 1 698 | 1 456 | 1 342 | 1 265 | 1 232 | 1 391 | 1 410 | 1 466 |

| 2015  | 2020  | 2022  | - | - | - | - | - | - |
| ----- | ----- | ----- | - | - | - | - | - | - |
| 1 500 | 1 490 | 1 461 | - | - | - | - | - | - |

## Économie

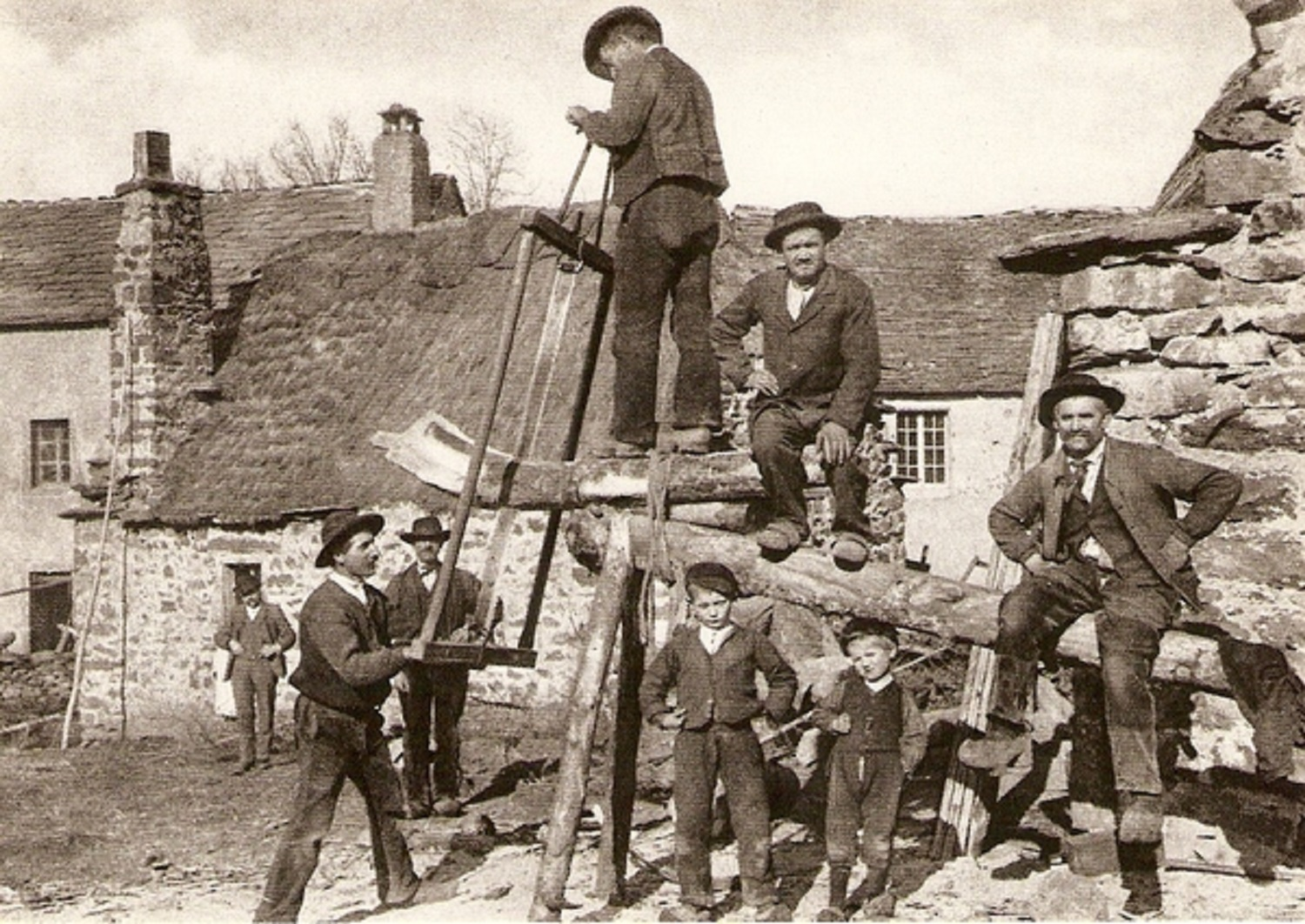
Scieurs de long du Forez vers 1900.

L'histoire économique du village a été marquée comme ailleurs dans la région, par l'agriculture, l'élevage et la sylviculture, mais aussi par la production de poix. Des fours à poix jalonnent la commune, en particulier en bordure de forêts. Cette poix était utilisée pour l'étanchéification des rambertes, barques en bois qui descendaient la Loire.
Venus des monts du Forez, les scieurs de long partaient à la scie de la Saint-Michel à la Saint-Jean vers des climats plus méridionaux. La montagne de Lure, suivie du mont Ventoux fut un de leurs lieux de prédilection. Organisés en brigades, venant du même village et souvent parents, ils apportaient leurs scies pour débiter les troncs des hêtres en planches. Même si quelques-uns avaient fait le voyage au cours du XVIIIe siècle, le gros de leur contingent vint travailler dans les forêts de Lure à partir du premier Empire, où à Saint-Étienne-les-Orgues la population passa de 700 habitants, en 1806, à 1 326, en 1836. Leurs carnets d'ouvriers, obligatoirement visés par les autorités, ont permis de connaître leurs noms et leurs lieux d'origine. Ils arrivaient de Saillant, Usson-en-Forez et Saint-Julien-Chapteuil. Ils se nommaient Allivot, Savinel, Courveille, Jouvet, Bouillon ou Faveral et leurs patronymes se retrouvent encore sur place quand ils ont fait souche. Installés, ils devenaient marchands de bois ou de vin.
À partir de 1873, l'économie d'Usson a connu un essor important après la construction du chemin de fer qui reliait directement la commune à Saint-Étienne. Cette voie est aujourd'hui interrompue. Seul subsiste un train touristique entre Estivareilles et Sembadel.

## Enseignement
La commune d'Usson-en-Forez dispose d'une école primaire publique. 

## Culture locale et patrimoine

### Lieux et monuments

#### Lieux-dits et hameaux

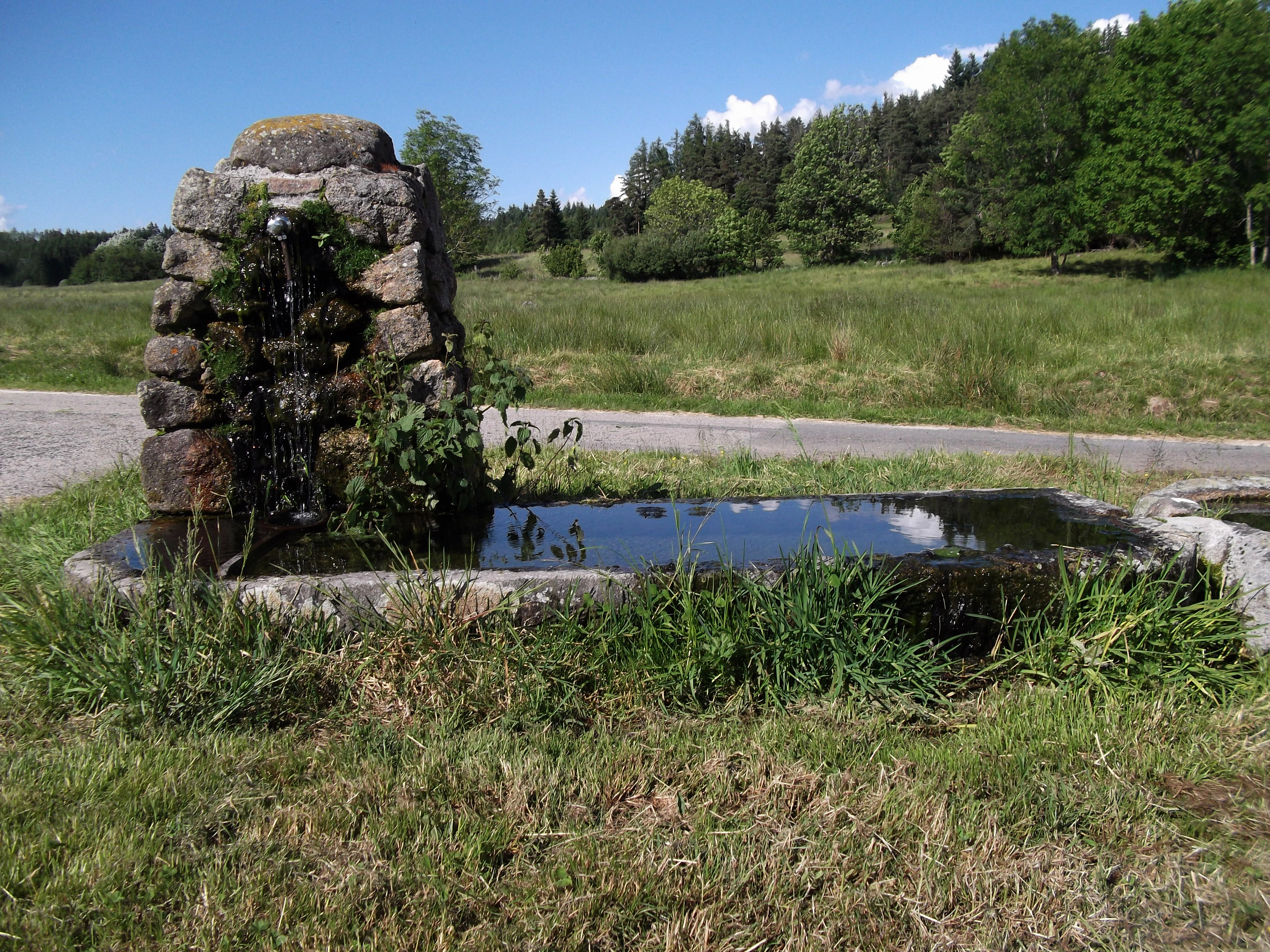
Un lavoir en pierre situé au hameau de Daniecq.

- Aurelle
- la Borie
- le Besset-Bas
- le Besset-Haut
- la Breure
- la Breurette
- Chalanconnet
- Chassagnole
- Daniecq
- Danizet
- le Faveyrial
- Fraisse la Côte
- Fraisse Rival
- Fromentier
- la Garde-Montsagny
- la Garde-Paradis
- Grangevieille
- Grangeneuve
- Jouanzecq
- Lair
- Lissac
- Mons
- le Moulin-Rival
- le Pin
- Pontempeyrat
- les fonds
- Périgaud
- Roche
- Salayes
- les Sucs
- les Terrasses
- le Trémolet
- le Vernet
- Teyssonnières
- l'Hermet

### Lieux notables
La ville de Usson-en-Forez abrite deux monuments historiques (la Chapelle de Chambriac et l'église) et un musée (l'écomusée des Monts du Forez).

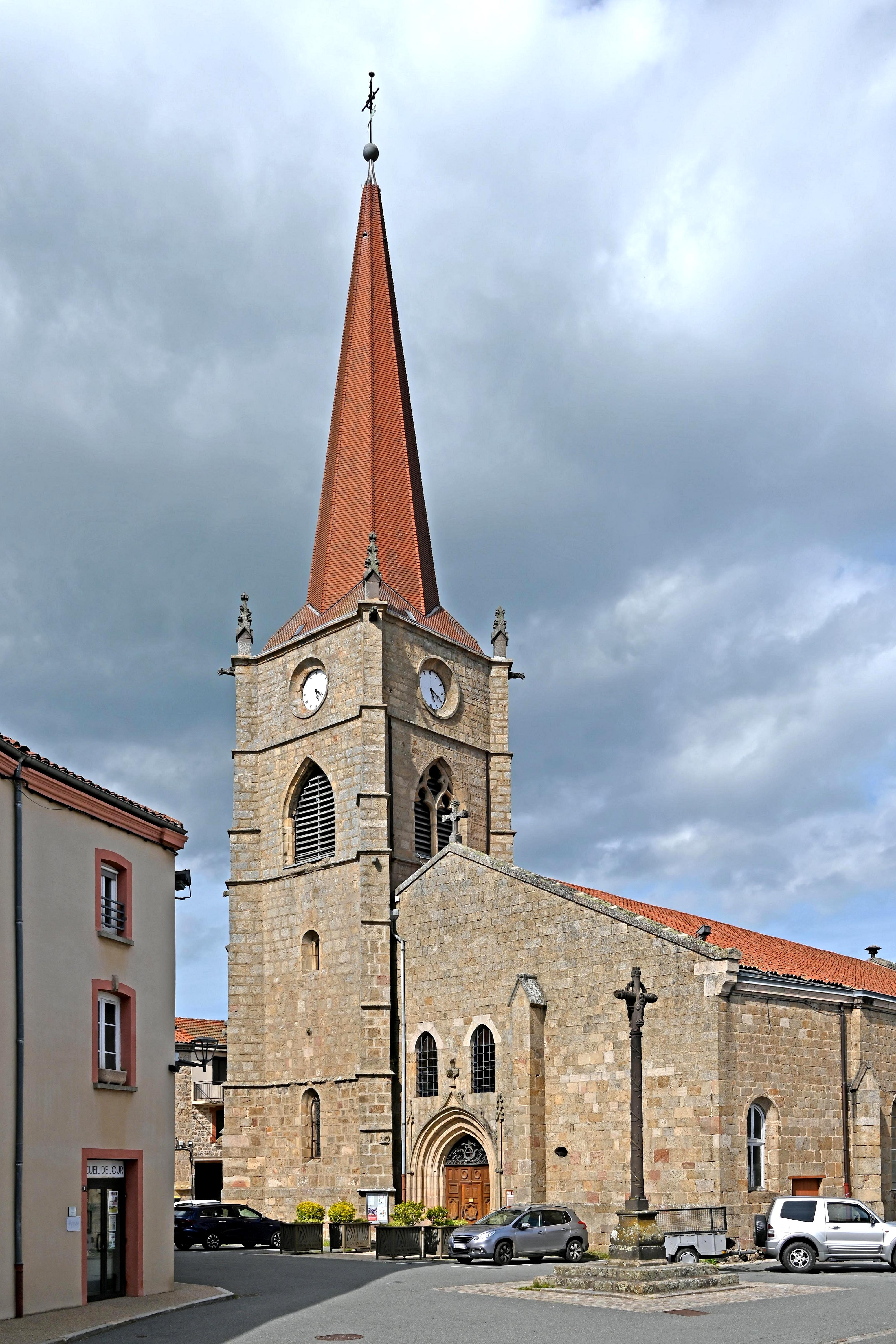
Église Saint-Symphorien
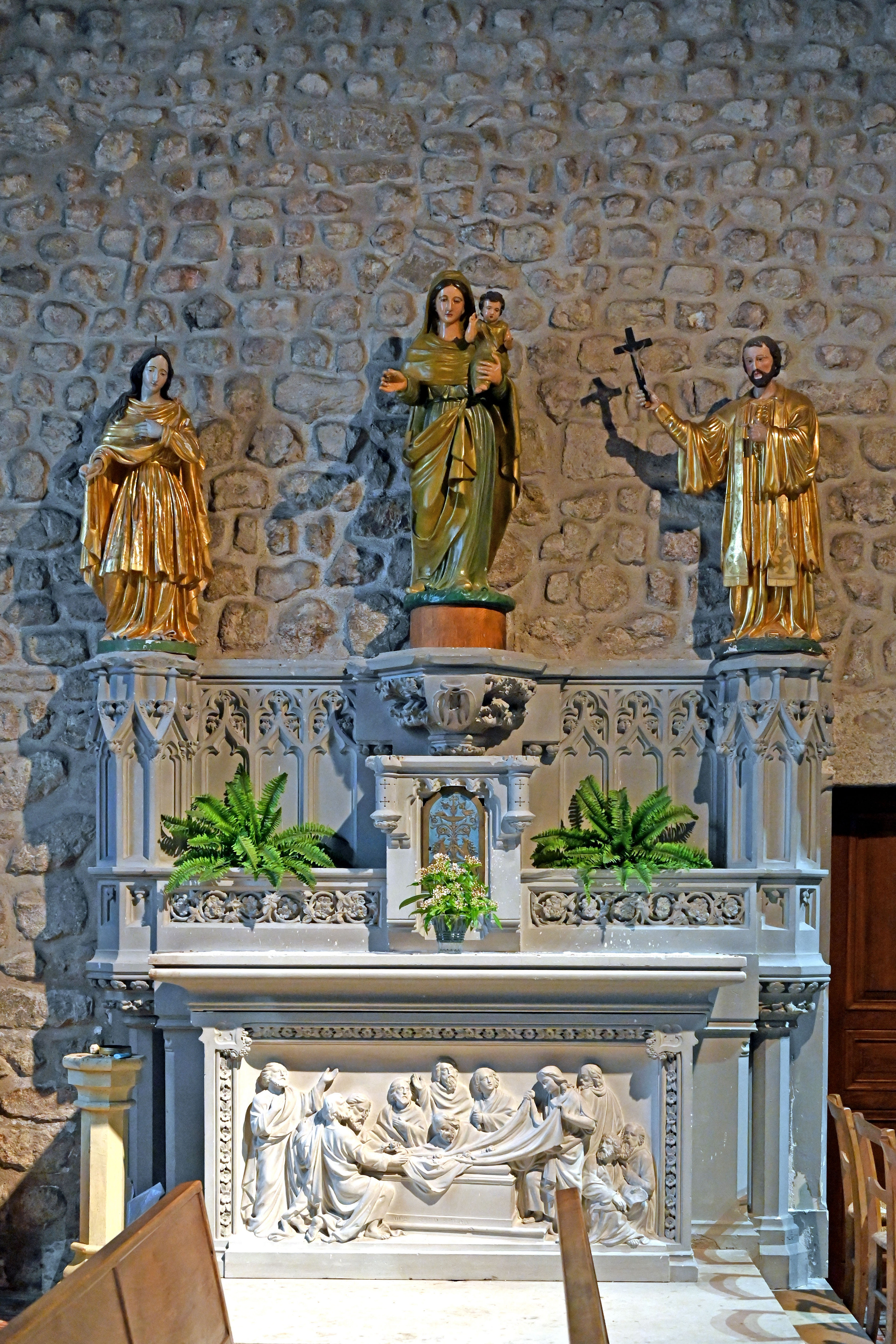
Autel latéral gauche
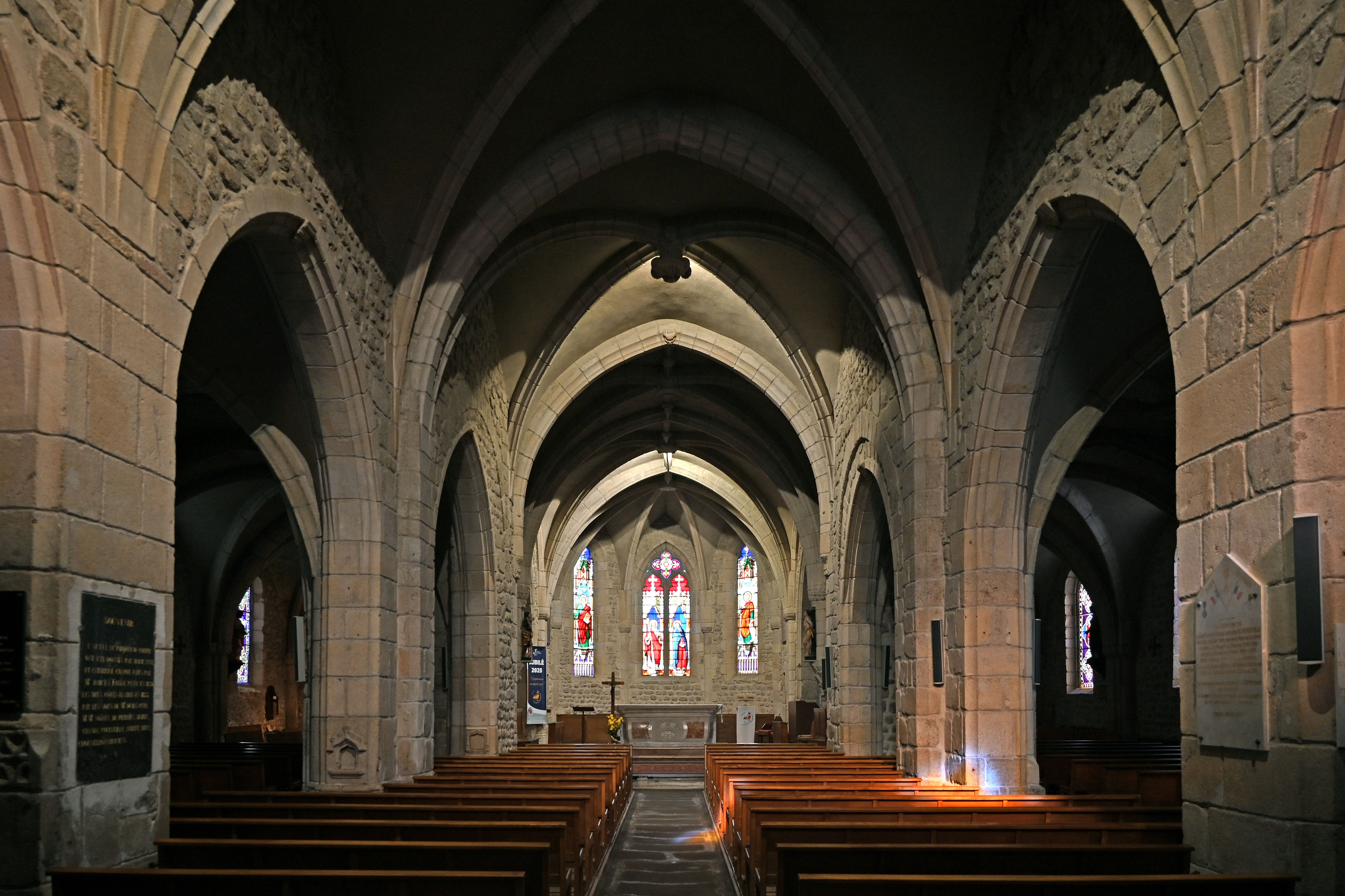
Intérieur
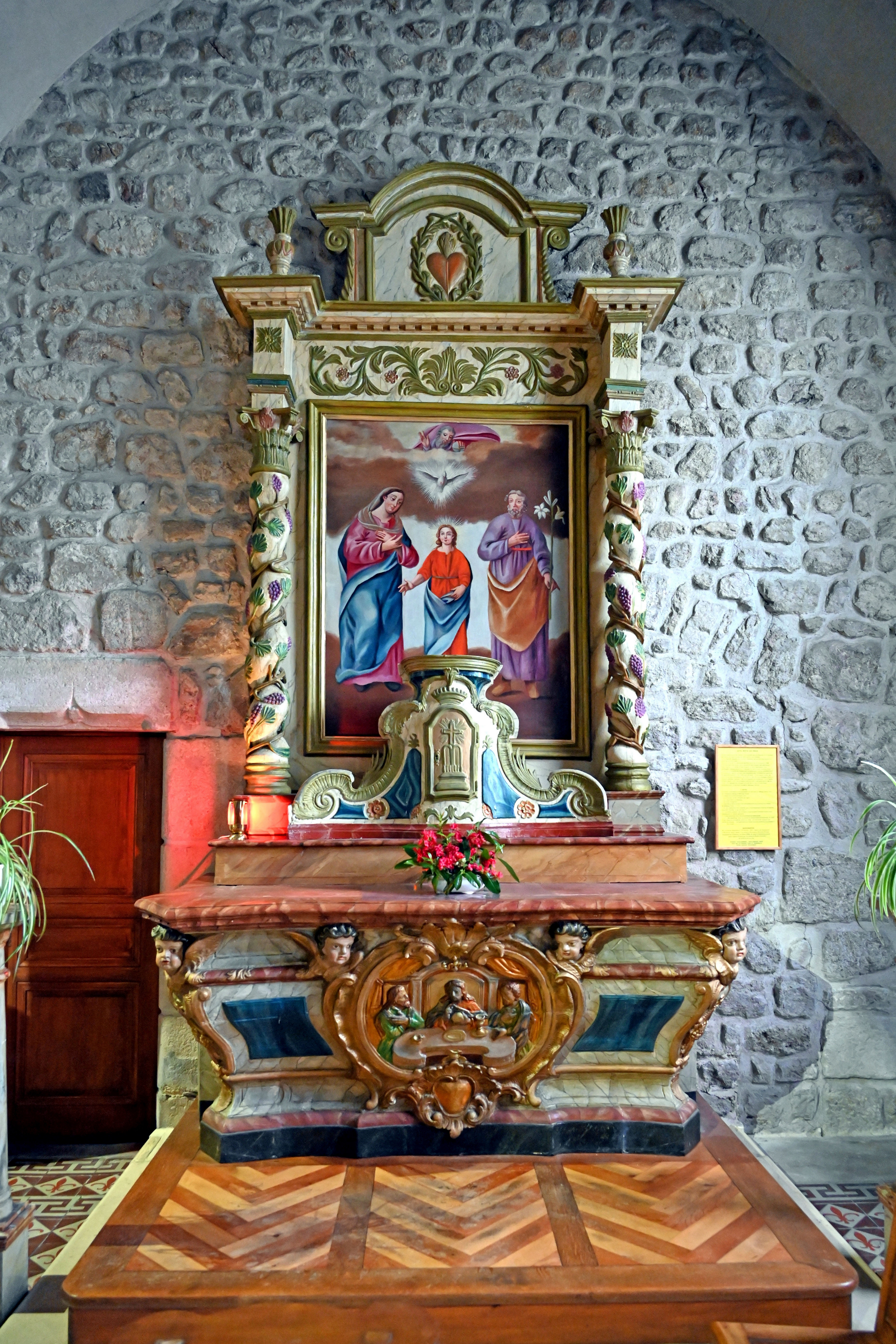
Autel latéral droit
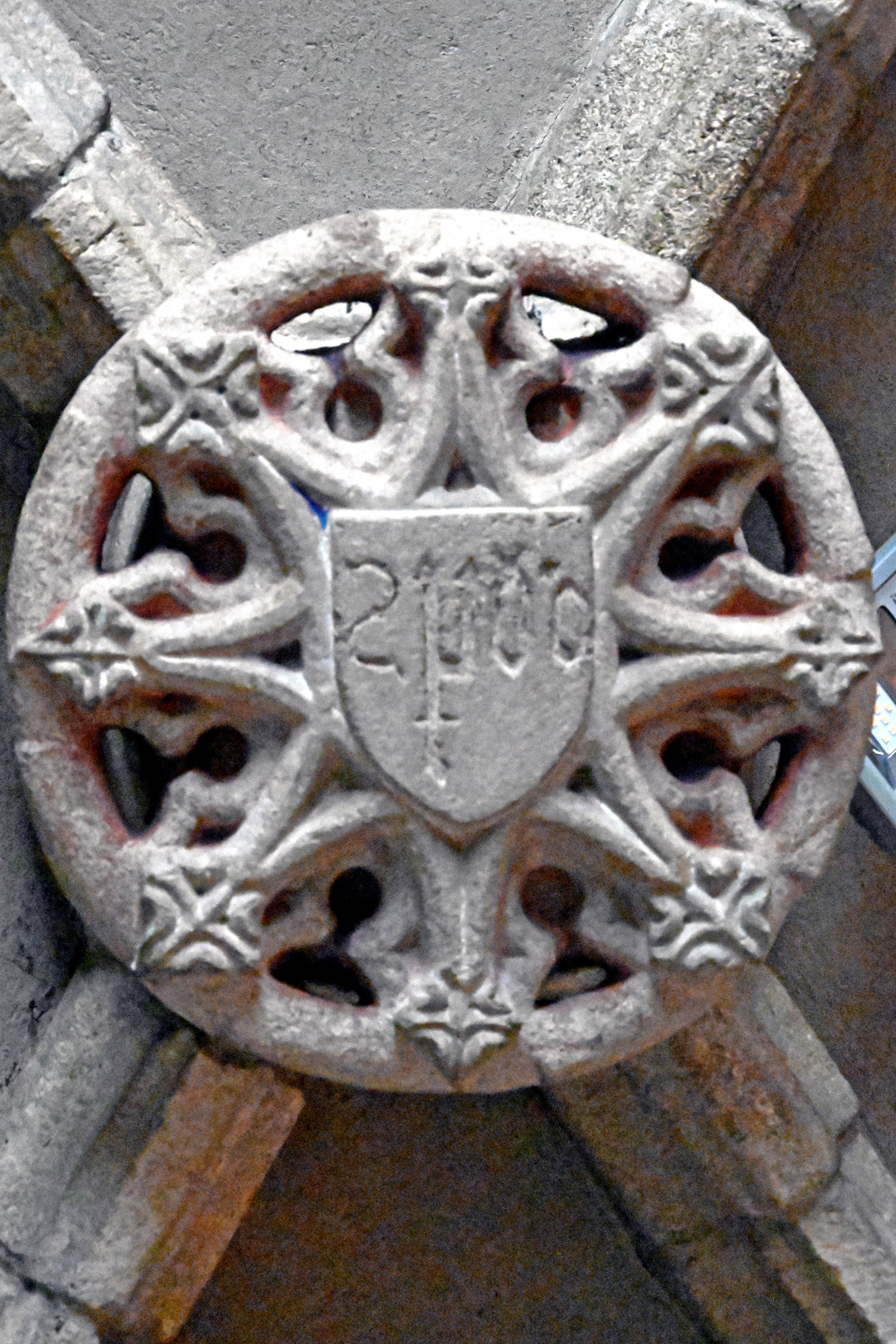
Clé de voûte gothique

- L'église paroissiale Saint-Symphorien, reconstruite au XVe siècle à la place de l'église Saint-Barthélemy. Des éléments de l'église du XIe siècle ont été réutilisés dans les 1re et 2e travées[36]. L'édifice a été inscrit au titre des monuments historiques en 1982[37].

La reconstruction a été entreprise par les moines de l'abbaye de la Chaise-Dieu. Au moment de sa construction, l'église ne comprenait qu'une seule nef orientée est-ouest sur laquelle s'ouvraient dix chapelles latérales. Ces chapelles étaient desservies par des confréries ou des congrégations ou appartenaient à des familles de notables dans lesquelles elles avaient leurs bancs et leurs sépultures. Le cimetière entourait l'église sur trois côtés. Le clocher a été construit en 1601.
En 1731, les deux chapelles proches du chœur et situées de part et d'autre — chapelle de la Vierge et chapelle Saint-Symphorien — sont agrandies pour former un transept. Quelques années plus tard, on ajouta à l'est à chacune de ses chapelles une sacristie.
L'augmentation de la population de la commune nécessita d'agrandir l'église en 1883. Le curé Dumas fit reporter vers l'extérieur les murs des chapelles pour créer de part et d'autre de la nef centrale des collatéraux plus large que le vaisseau central.
Le clocher est modifié en 1871 pour lui donner sa forme actuelle.
- La chapelle Notre-Dame-de-Chambriac[39] qui date du XIIe siècle.

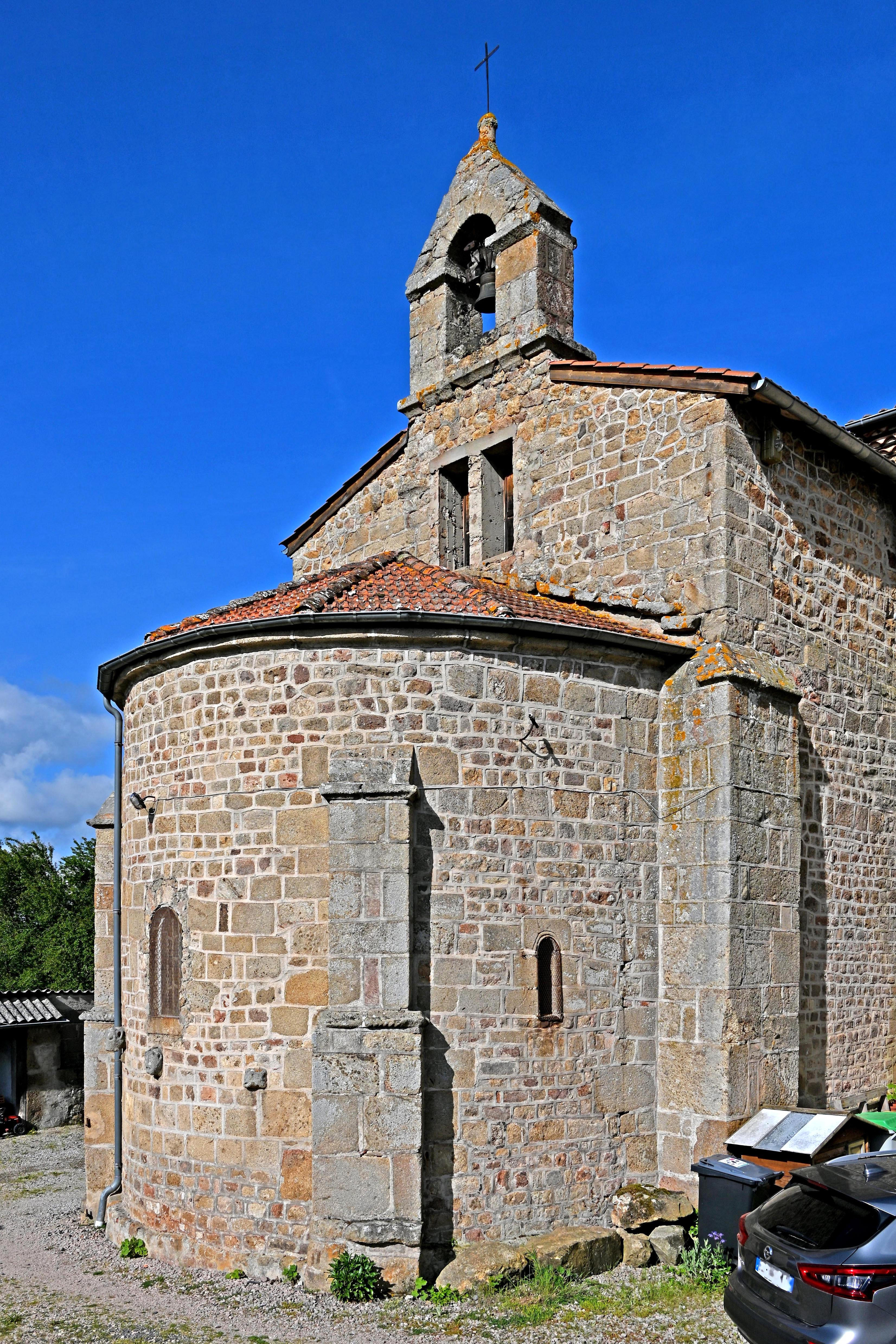
Abside romane
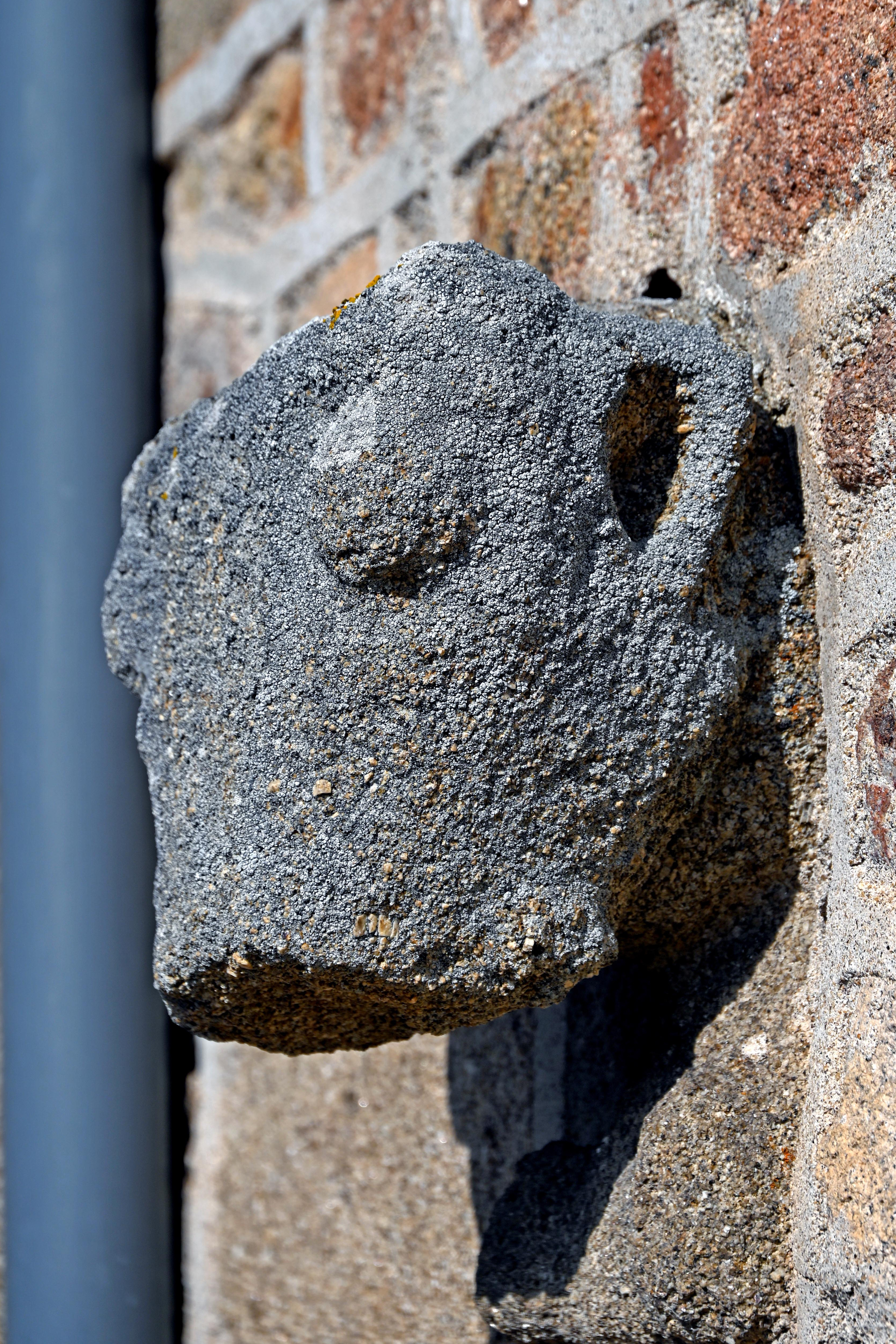
Tête de bœuf
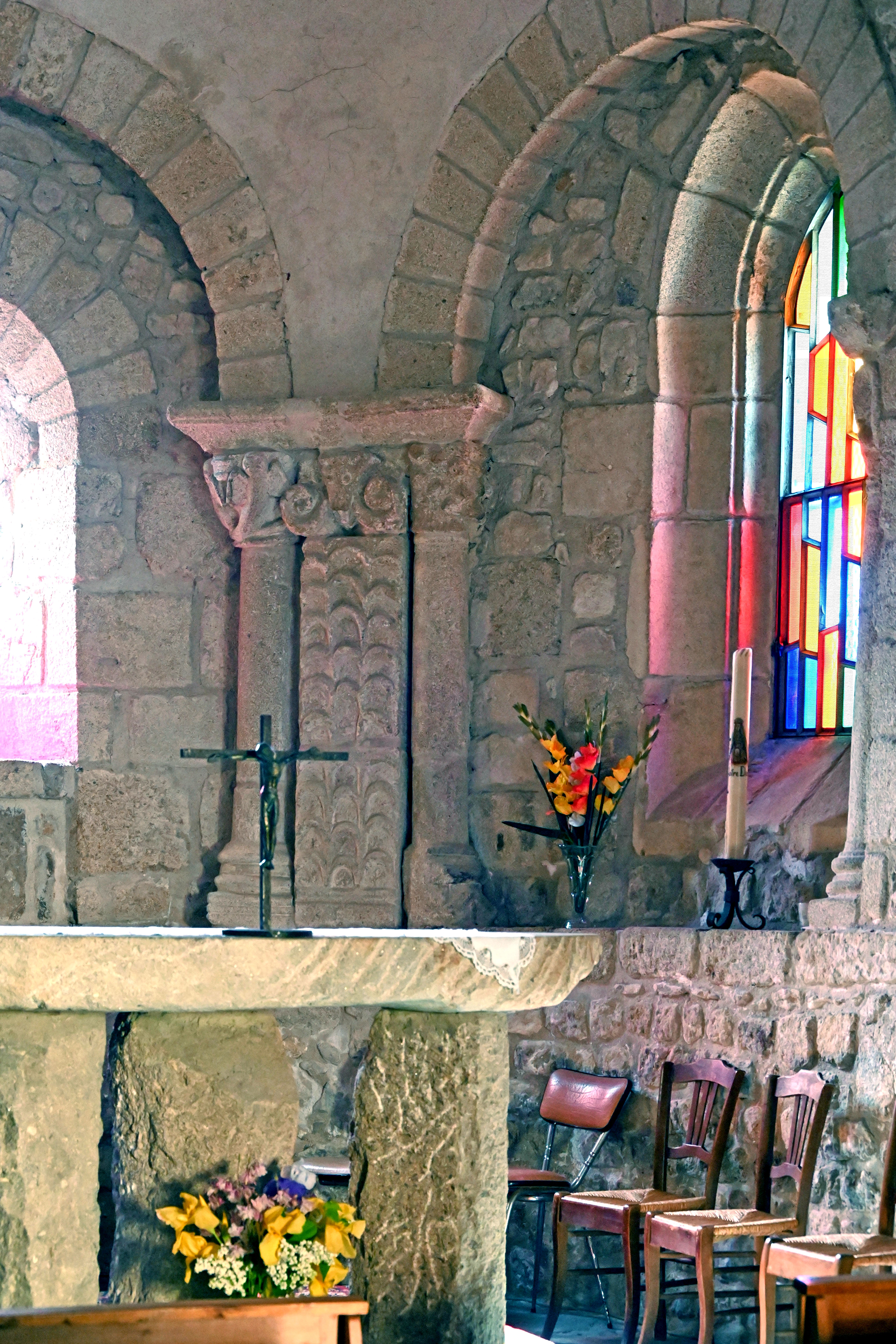
Choeur, XI°s
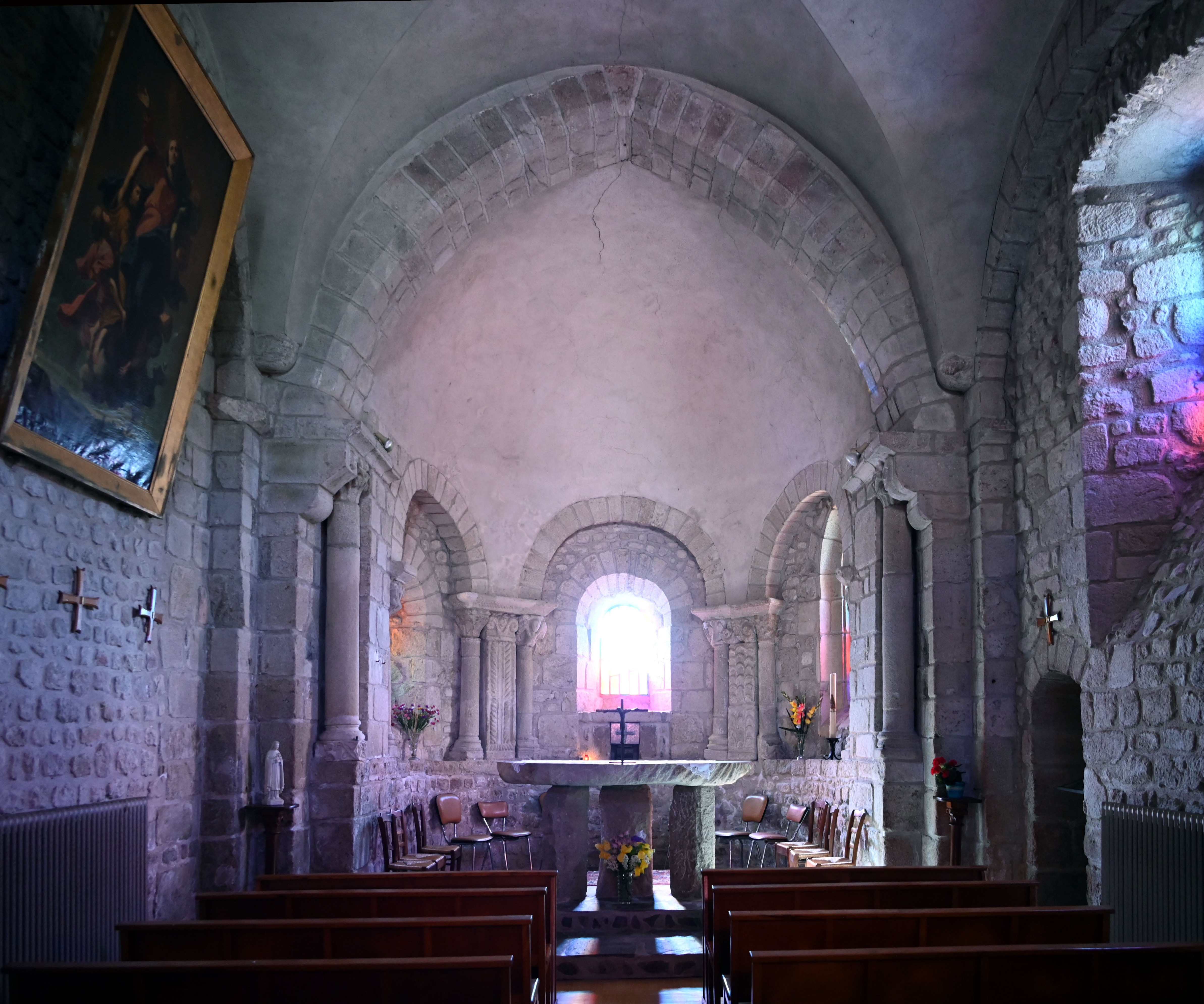
Intérieur
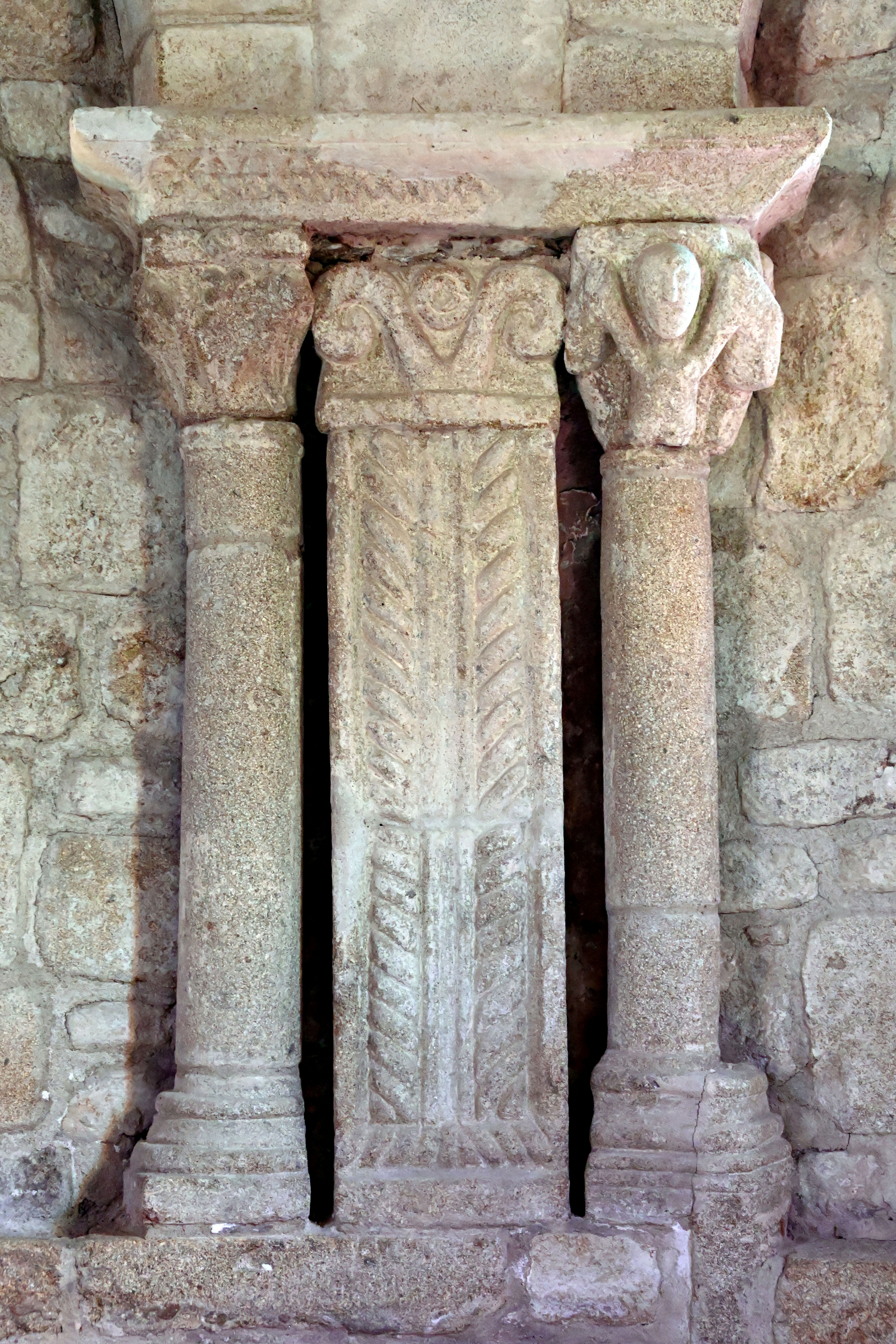
Colonnes
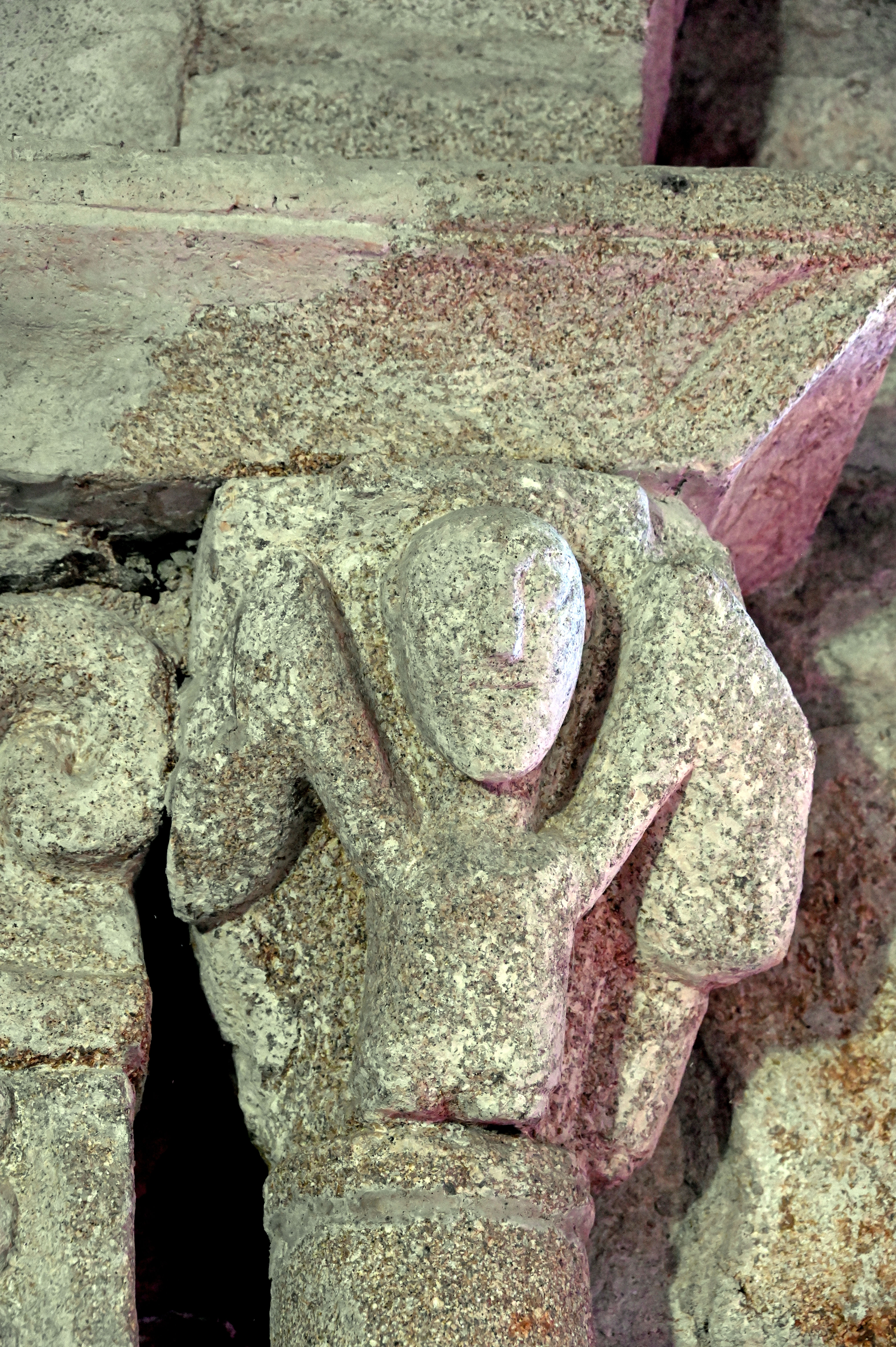
Chapiteau
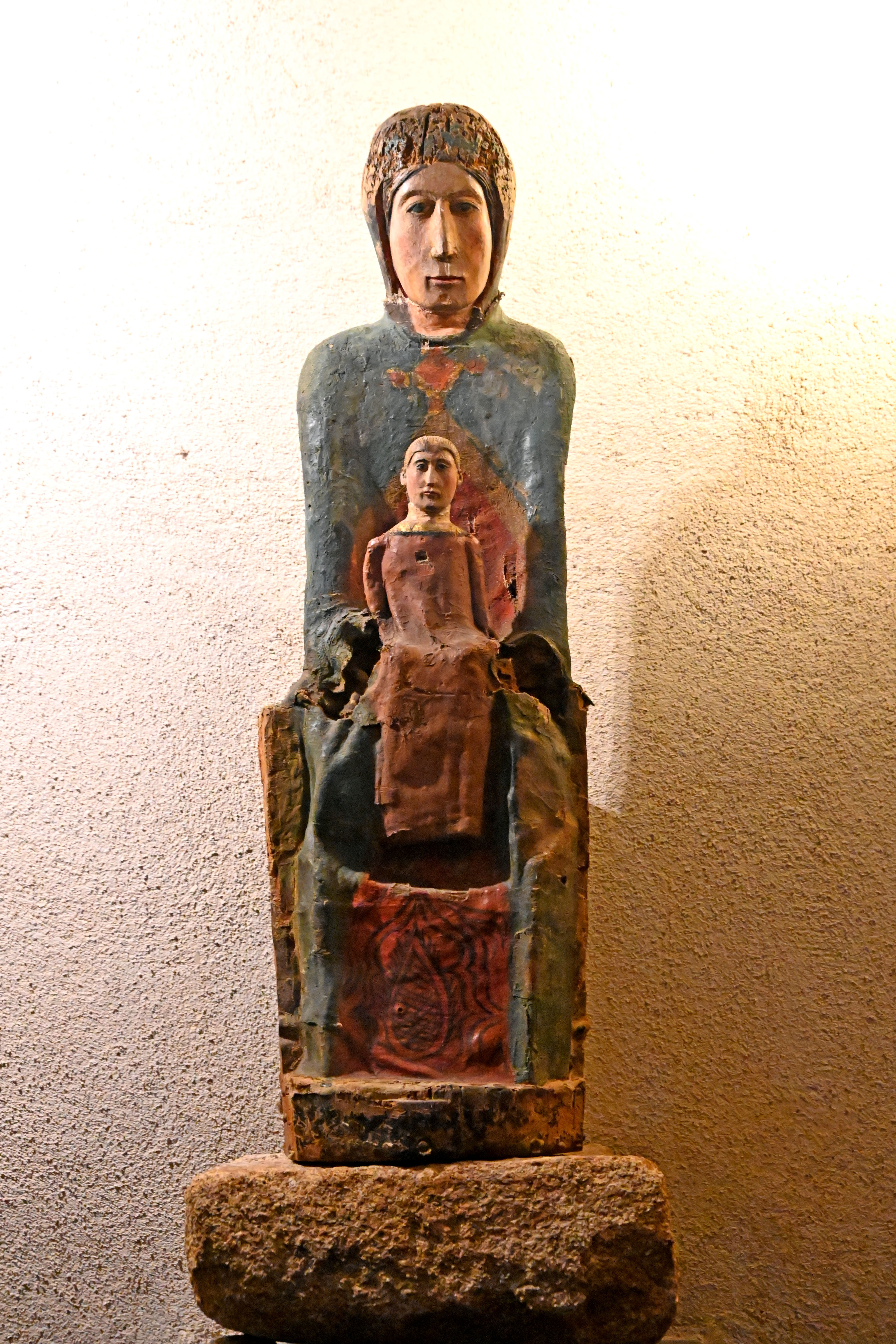
Vierge, XII°s

- La chapelle Sainte-Reine au hameau de Lissac[40], qui contient une miniature originale sur les instruments de la Passion fabriquée en ivoire.
- Des croix et des oratoires, dont les hameaux de la commune sont parsemés, à la croisée des chemins. Ces croix, en pierre ou en métal, sont très anciennes et caractéristiques de la région du Forez.

- L'écomusée des Monts du Forez (anciennement musée rural[41]), est situé sur le site d'un ancien couvent, intégré dans les ruines du château, labellisé « musée de France » depuis 2002 et « jardin remarquable » depuis 2006. Entre 3000 et 10 000 visiteurs fréquentent chaque année ce musée[42]. C'est un chirurgien-dentiste, Alex Folléas, qui initia le musée avec le don de la collection initiale, qui compte actuellement 1 500 m2 de surface d'exposition et un jardin de curé[43].
- La borne qui marque la frontière entre Forez, Auvergne et Velay.
- Les fours à poix.
- Un plan d'eau, à l'entrée du village, alimenté par les eaux du Chandieu. Cette retenue n'étant pas surveillée, la baignade est interdite mais un étang qui se situe quelques mètres en amont constitue un plan d'eau idéal pour baignade, pique-nique, partie de pétanque.

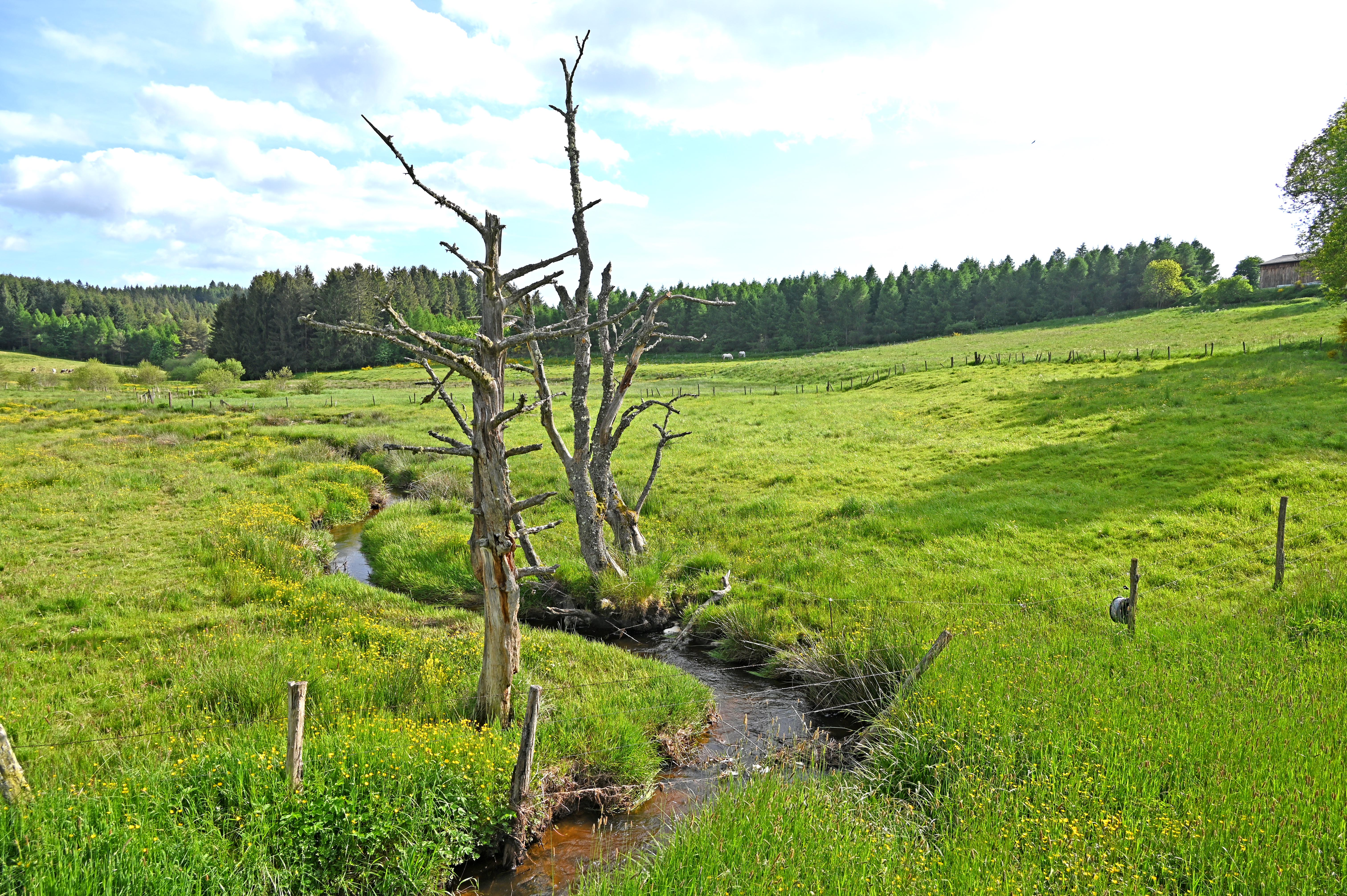
Le Champdieu
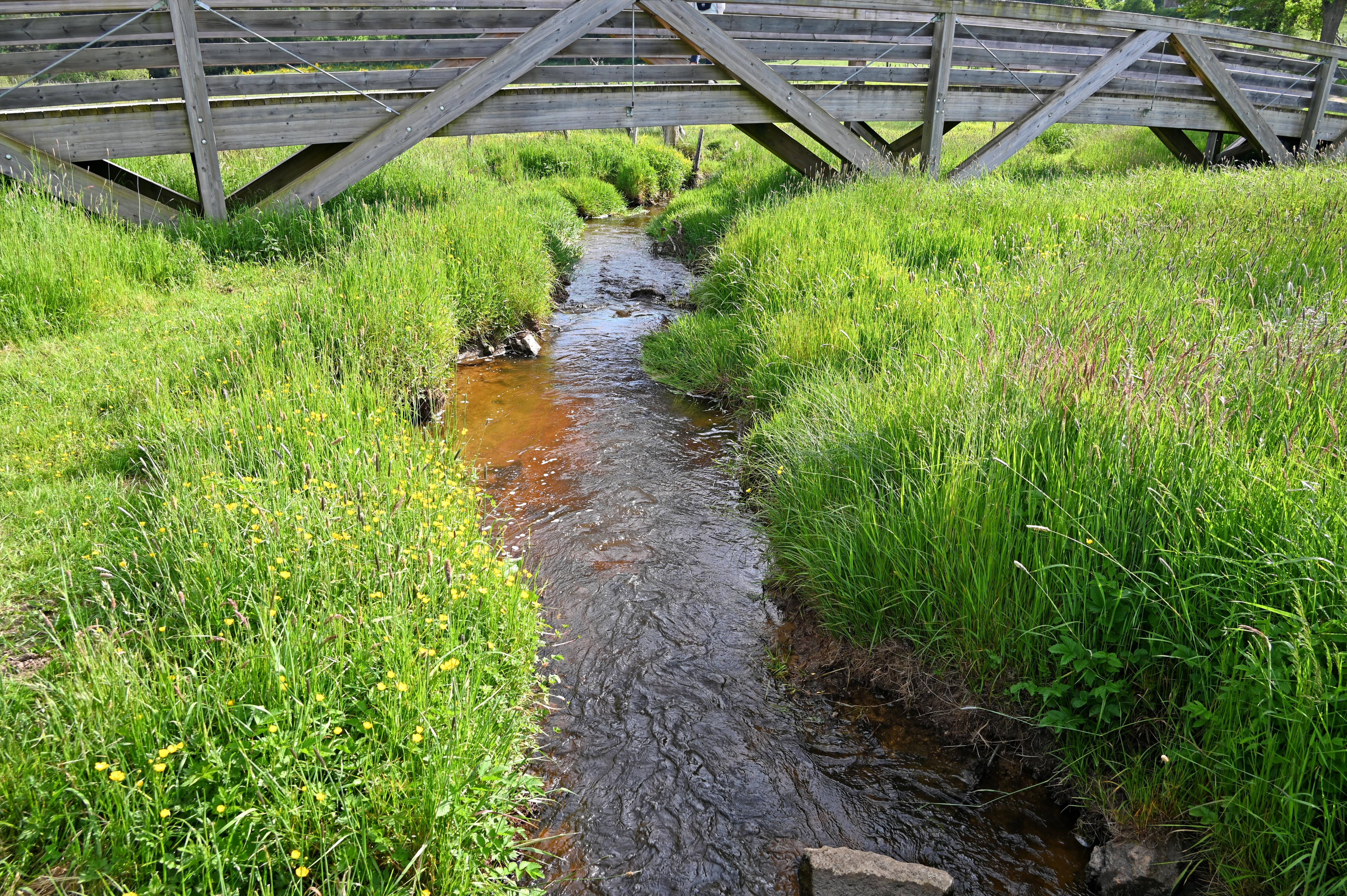
Lit de la rivière
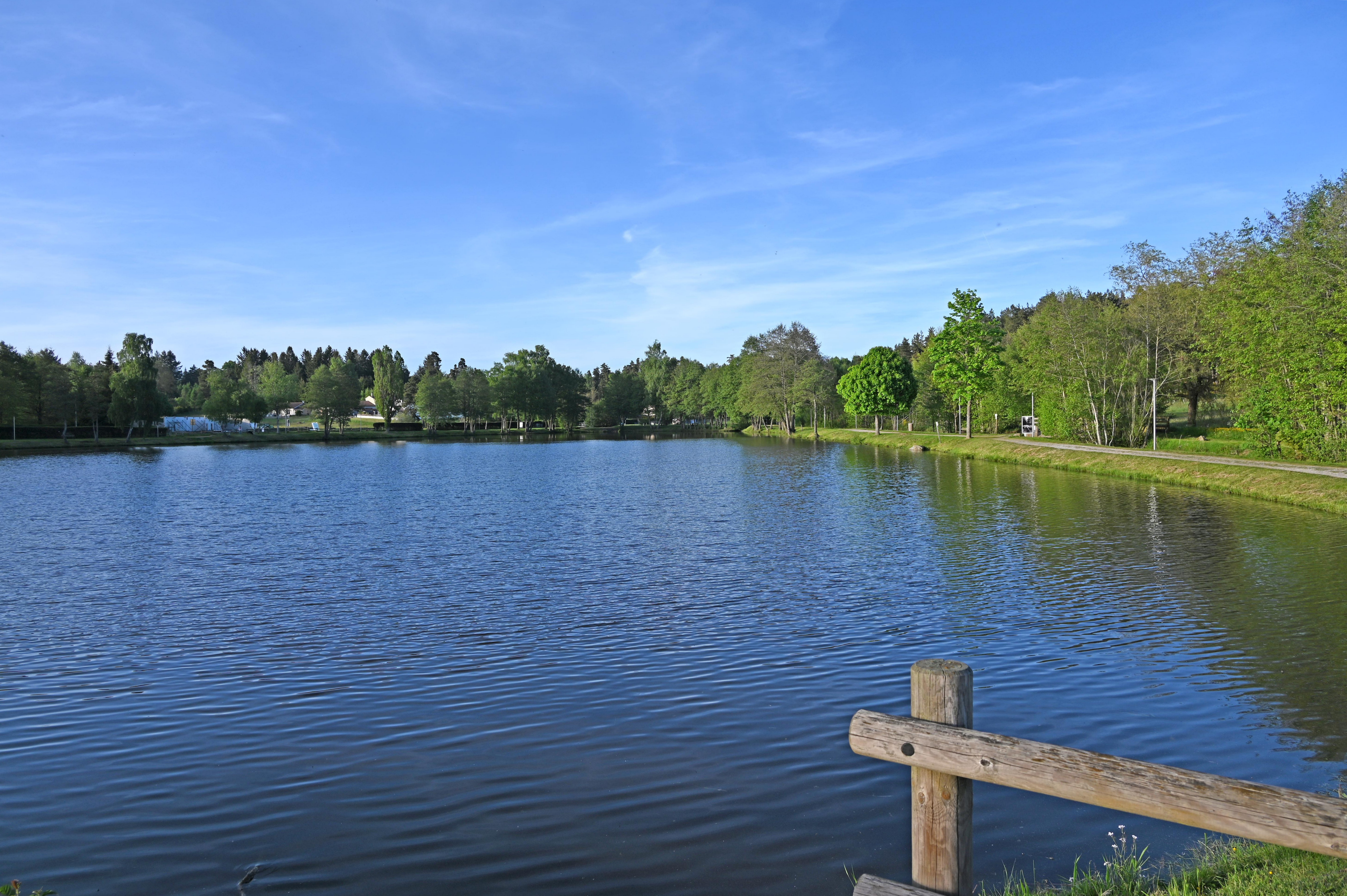
Le plan d'eau, rive ouest
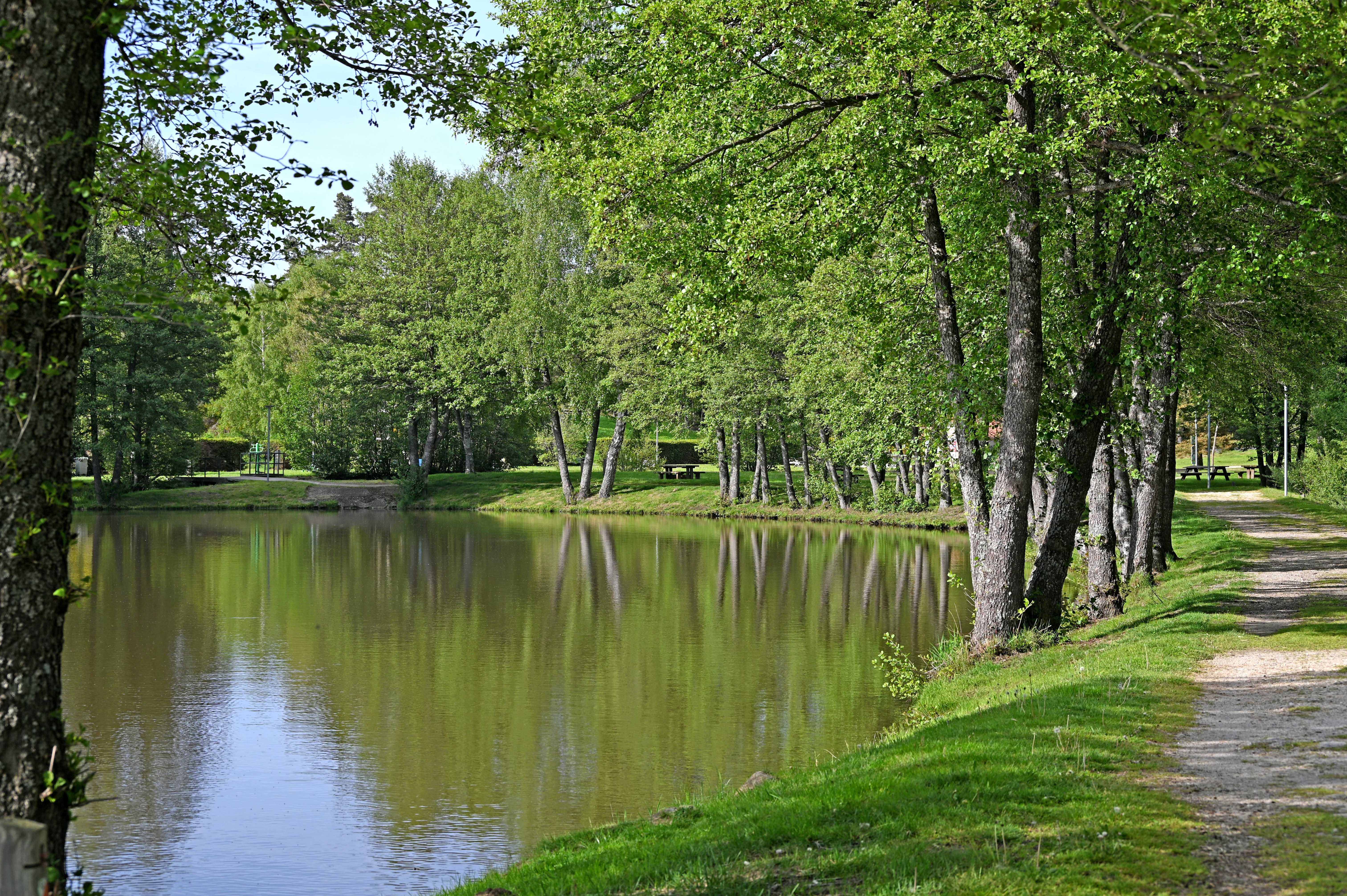
Rive sud

- La ligne de chemin de fer touristique du Haut-Forez, qui franchit la rivière Ance par le viaduc de Pontempeyrat, reliant les communes d'Usson-en-Forez et de Craponne-sur-Arzon.
- Cinéma « Le Quai des Arts »

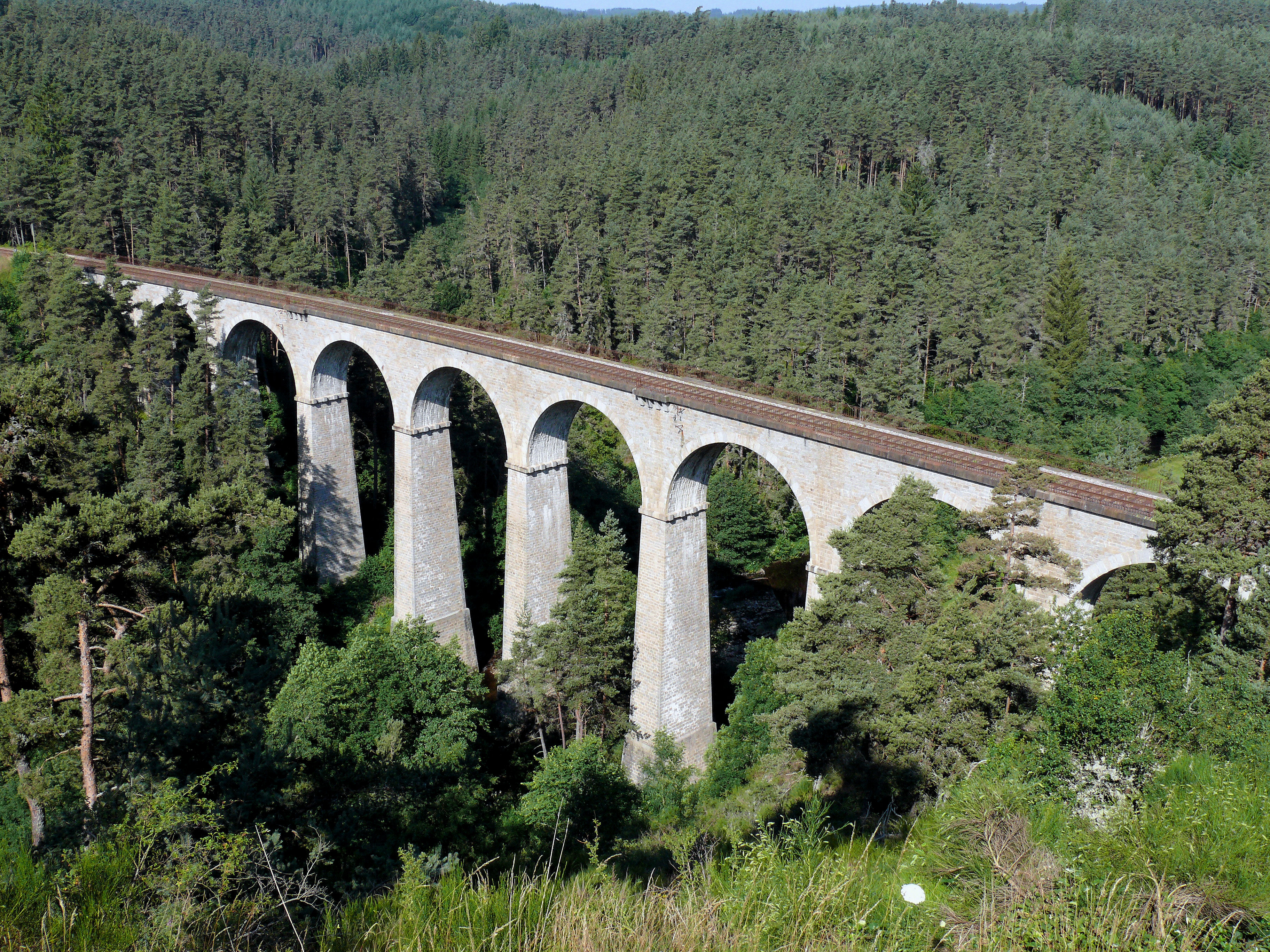
Viaduc de Pontempeyrat sur la ligne de chemin de fer touristique du Haut-Forez (Estivareilles-La Chaise-Dieu).
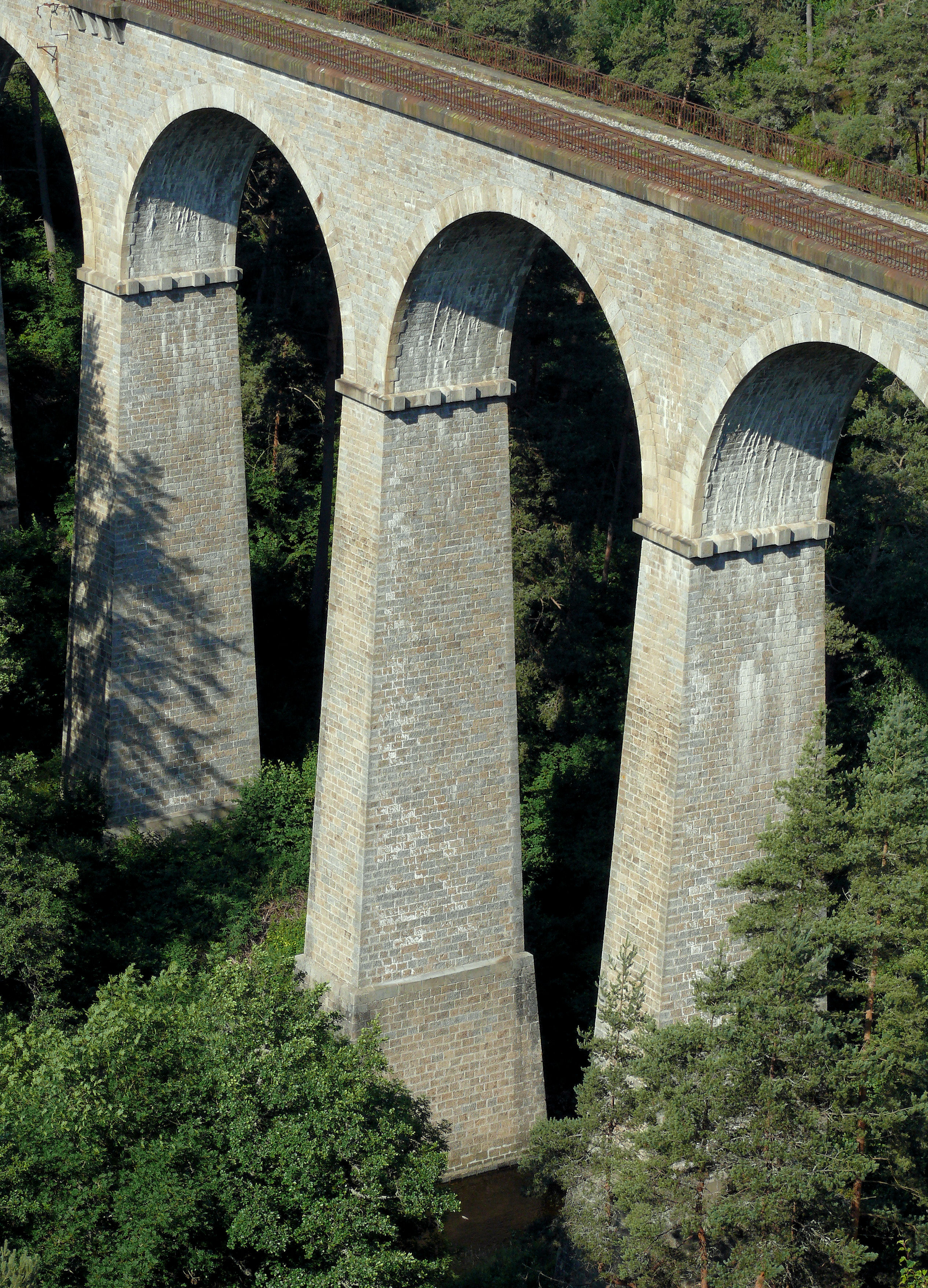
Les piles du viaduc.
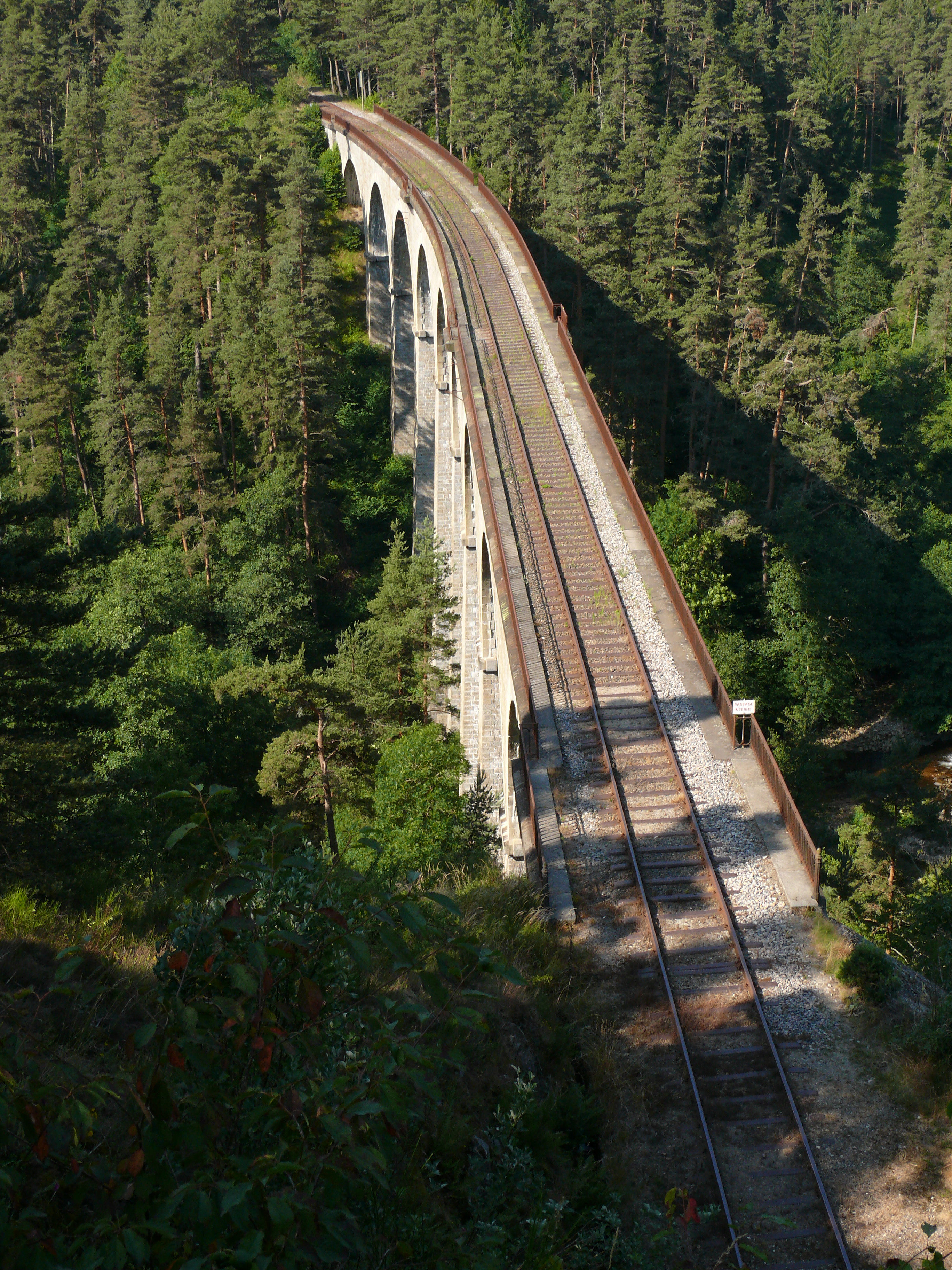
Le tracé légèrement courbe de la voie.
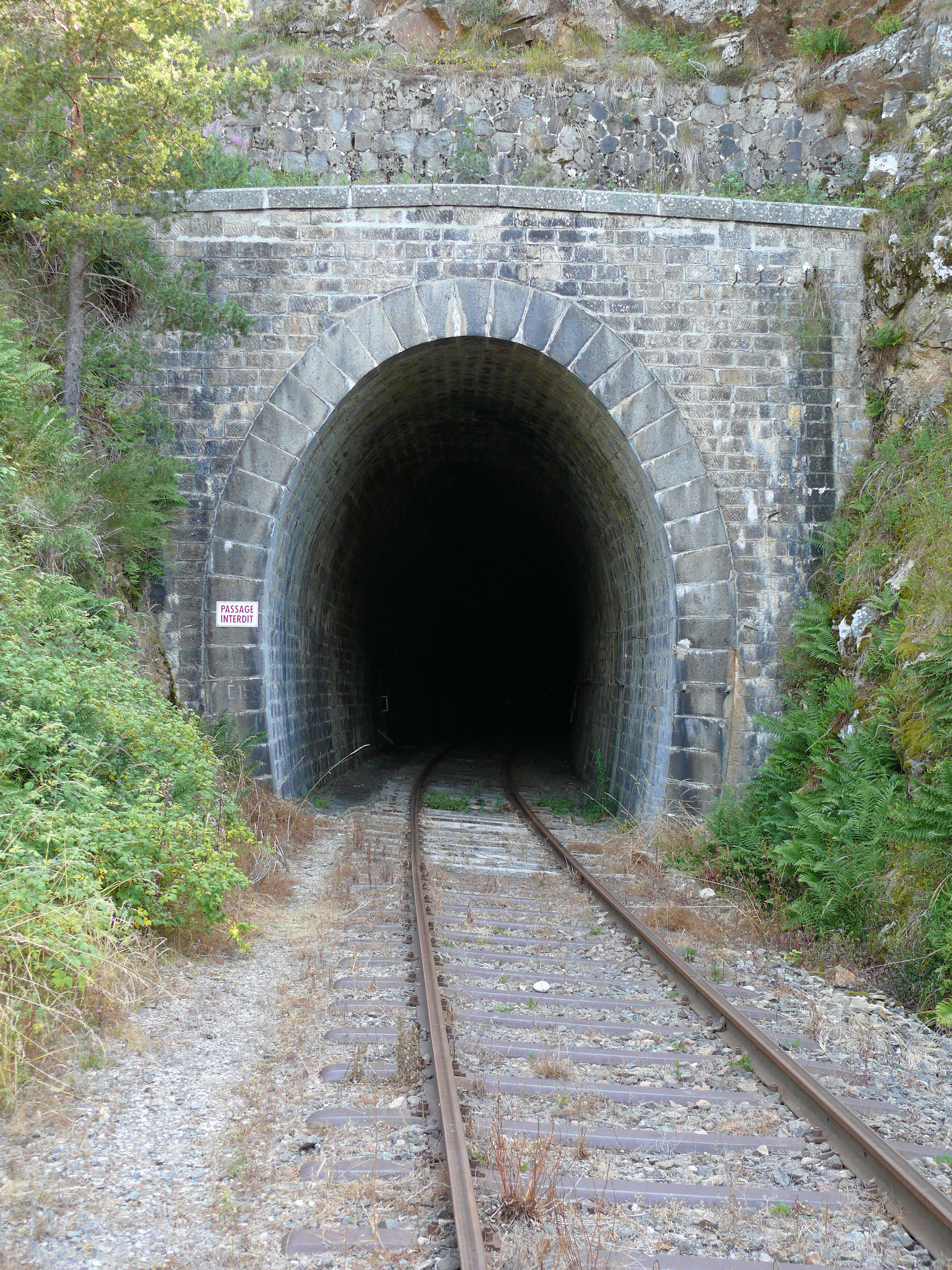
Tunnel de Pontempeyrat.

## Évènements
Le festival de bandas Band'Ance a lieu alternativement sur les trois communes d'Usson-en-Forez, Saint-Pal-de-Chalencon et Craponne-sur-Arzon fin septembre.
La fête patronale a lieu fin août.

### Personnalités liées à la commune
- Jean-Pierre Bravard (1811-1876), évêque de Coutances et Avranches de 1862 à 1876, est né à Usson.

### Héraldique
|  | Les armoiries de Usson-en-Forez se blasonnent ainsi : Écartelé : au 1er de gueules au dauphin d’or et au chef de gueules chargé d'une divise ondée cousue d’azur, aux 2e et 3e de sinople à la tour droite d’argent ouverte de sable, au 4e d’or au gonfanon de gueules frangé de sinople et au chef d'or chargé d’une divise ondée d’azur. |